# Лейк-Мэри (тауншип, Миннесота)
Лейк-Мэри (англ. Lake Mary) — тауншип в округе Дуглас, Миннесота, США. На 2000 год его население составило 997 человек.

## География
По данным Бюро переписи населения США площадь тауншипа составляет 91,1 км², из которых 74,4 км² занимает суша, а 16,7 км² — вода (18,36 %).

## Демография
По данным переписи населения 2000 года здесь находились 997 человек, 362 домохозяйства и 309 семей.  Плотность населения —  13,4 чел./км².  На территории тауншипа расположена 491 постройка со средней плотностью 6,6 построек на один квадратный километр. Расовый состав населения: 99,80 % белых, 0,10 % коренных американцев и 0,10 % азиатов. Испанцы или латиноамериканцы любой расы составляли 0,20 % от популяции тауншипа.
Из 362 домохозяйств в 36,7 % воспитывались дети до 18 лет, в 79,6 % проживали супружеские пары, в 3,0 % проживали незамужние женщины и в 14,6 % домохозяйств проживали несемейные люди. 11,3 % домохозяйств состояли из одного человека, при том 6,1 % из — одиноких пожилых людей старше 65 лет. Средний размер домохозяйства — 2,75, а семьи — 2,98 человека.
27,3 % населения младше 18 лет, 5,3 % в возрасте от 18 до 24 лет, 26,0 % от 25 до 44, 27,4 % от 45 до 64 и 14,0 % старше 65 лет. Средний возраст — 39 лет. На каждые 100 женщин приходилось 110,8 мужчин.  На каждые 100 женщин старше 18 приходилось 105,4 мужчин.
Средний годовой доход домохозяйства составлял 45 515 долларов, а средний годовой доход семьи —  47 500 долларов. Средний доход мужчин —  34 044  доллара, в то время как у женщин — 22 163. Доход на душу населения составил 19 621 доллар. За чертой бедности находились 3,5 % семей и 3,4 % всего населения тауншипа, из которых 2,5 % младше 18 и 9,0 % старше 65 лет.